# PTE BTK Néprajz - Kulturális Antropológia Tanszék
A Pécsi Tudományegyetemen (illetve elődjén, a Janus Pannonius Tudományegyetemen) 1991 óta folyik néprajzi képzés.

## Története
A PTE Néprajz – Kulturális Antropológia Tanszék szervezését Andrásfalvy Bertalan indította el 1989-ben. A rendszeres, szakos néprajzi képzés 1991 szeptemberében indult el.
A tanszék 2001-ben vette fel a Néprajz – Kulturális Antropológia nevet. A képzési profil bővülésével 2001-ben PhD képzés is indult, melynek elsődleges célja saját nevelésű kutatók továbbképzésének biztosítása volt (Interdiszciplináris Doktori Iskola, Néprajz – Kulturális Antropológia Program, vezetője Kisbán Eszter). 
2003-tól a diplomával már rendelkező, néprajzi vagy kulturális antropológiai témában elmélyülni kívánó érdeklődői számára másoddiplomás levelező képzést folytat, 2008 óta pedig alapszakos levelező képzést is lehetővé tesz.

## Képzések
A tanszéken BA, MA és doktori képzés folyik, melyek keretében széles spektrumú kultúra- és társadalomtudományos ismeretanyagot sajátítanak el a hallgatók. Az oktatás alapvető célját olyan szakemberek képzésében jelölik meg, akik a társadalom- és kultúrakutatás elméleti és gyakorlati kérdéseiben jártasan, módszertani szempontból képzetten képesek a múltbeli és jelenkori magyar és európai, valamint Európán kívüli társadalmak kultúráját, mindennapi életének jelenségeit elemezni, értelmezni.

## Az oktatók és kutatási, oktatási területeik
Andrásfalvy BertalanÁltalános néprajz, gazdálkodás, életmód, népcsoportok története, együttélése, népköltészet, néptánc, népművészet.
Farkas JuditAlternatív társadalmi és életmód-mozgalmak, India-antropológia, krisnások, kulturális antropológia, ökológia és társadalom, ökofalvak, társadalomnéprajz, új vallási mozgalmak, vallásantropológia.
Hesz ÁgnesVallás, a halál antropológiája, rítus, álom, csere, gyimesi csángók kultúrája és társadalma.
Kuti KláraMagyar néprajz, európai etnológia, anyagi kultúra, tudománytörténet.
Máté GáborTelepüléstörténet, településnéprajz, történeti ökológia, ökológiai antropológia, etnikai földrajz, történeti földrajz, táji-történeti tagoltság.
Nagy IlonaFolklór, szövegfolklór, eredetmonda, parabiblikus történetek.
Nagy Zoltán, tanszékvezetőKulturális antropológia, finnugrisztika, Nyugat-Szibéria kultúrái (hantik, szölkupok), vallásantropológia, kulturális változások, identitás, etnicitás, modernizáció, posztszovjet kutatások.
Pócs ÉvaMagyar néphit rendszere‚ történeti kérdései, közép-délkelet-európai összehasonlító hiedelemkutatás, európai mitológiák, európai vallásetnológia, boszorkányság, halottkultusz, samanizmus, szakrális kommunikáció.
Vargyas GáborKulturális antropológia (etnológia), Délkelet-Ázsia és Óceánia néprajza, vallásantropológia, művészet- és anyagi kultúra, kulturális változás, néprajz és antropológia tudománytörténete.
Viga Gyula
A magyarság anyagi kultúrája, néprajzi és muzeológiai bevezetés, történeti ökológia, tájak közötti gazdasági kapcsolatok, a javak cseréjének néprajza, a paraszti gazdálkodás  változásai, táj és ember, Bükk vidék és a Bodrogköz regionális kutatása.